# Seznam starostů Jablonce nad Nisou
Toto je seznam starostů a dalších nejvyšších představitelů města Jablonec nad Nisou od roku 1850. Zahrnuje starosty, předsedy MNV/MěNV a primátory v různých historických obdobích úpravy komunální samosprávy.

## Starostové 1850–1945
- 1850–1867,  Josef Pfeiffer
- 1867–1873, Anton Jäkl
- 1873,  Heinrich Seidemann
- 1874–1880, Anton Jäkl (podruhé)
- 1881 – 30. červen 1918, Adolf Heinrich Posselt
- 1918–1933, Karl Richard Fischer
- 1934–1938, Gustav Petrovsky
- 1938–1945, Oswald Wondrak

## PředsedovéMěNV
- květen 1945, ing. Karel Šimon, předseda spontánně vzniklého Revolučního národního výboru
- květen - červen 1945, Karel Šilhán, dosazen do čela Revolučního národního výboru
- červen 1945 – březen 1946, Josef Florián, předseda Místní správní komise
- březen 1946 – únor 1948, Robert Koumar, předseda Místního národního výboru
- 1948–1952, Bohumír Zlatník
- 1952–1960, Jaroslav Šimáček
- 1960–1965, Miloslav Kouřil
- 1965–1970, Josef Michek
- 1970–1981, Oldřich Jonáš
- 1981–1986, JUDr. Miroslav Fejkl
- 1986–1989, JUDr. Jan Mikulčík
- 1989–1990, Jaroslav Čermák

## Starostové 1990–2012
- 1990–1994, Mgr. Jiří Musil
- 1994–1998, RNDr. Jiří Čeřovský
- 1998–2002, RNDr. Jiří Čeřovský (podruhé)
- 2002–2006, RNDr. Jiří Čeřovský (potřetí)
- 2006–2010, Mgr. Petr Tulpa
- 2010–2012, Ing. Petr Beitl, od 12. 3. 2012 primátor

## Primátoři po r. 2012
- 2012–2018, Ing. Petr Beitl, od 12. 3. 2012 primátor
- 2018–2019, Bc. Milan Kroupa
- 2019–2022, RNDr. Jiří Čeřovský
- 2022–dosud, Ing. Miloš Vele